# 黃熱病疫苗
黃熱病疫苗是用於預防黃熱病的疫苗。 黃熱病是一種發生在南美與非洲地區的病毒性感染症。99%左右的人在接種疫苗後的一個月，就能出現終生的免疫力。 黃熱病疫苗也被用於控制疫情。疫苗可以經由肌肉注射或皮下注射。
世界衛生組織建議所有位於黃熱病疫區的國家，應該例行性注射黃熱病疫苗。接種疫苗的時機應在9到12歲之間。前往位於黃熱病疫區的國家旅行，也應該提前接種疫苗。 一般而言，終生只要接種一次即可，無須追加疫苗。
一般而言，黃熱病疫苗對於一般人或沒有症狀的愛滋病患者來說都相當安全。注射疫苗後可能會造成頭痛、肌肉痠痛、發燒、注射處紅腫熱痛的副作用。百萬分之八的機率會造成全身型過敏性反應、百萬分之四的機率會造成永久的神經性症狀、百萬分之三的機率會造成器官衰竭。對孕婦而言相對安全，因此建議有可能感染黃熱病者接種此疫苗。黃熱病疫苗不應該用於出現症狀的愛滋病患者。
黃熱病疫苗於1938年被開發完成。黃熱病疫苗是世界衛生組織基本藥物標準清單的其中之一，意即在基本醫療衛生制度裡非常需要、也相當重要的一項藥物。 2014年，发展中国家的每劑批發價約介於4.3美金到21.3美金。在美國同樣劑量則需花費50到100美金。黃熱病疫苗為一種減毒性疫苗。有些國家規範自疫區入境者必須提出預先施打黃熱病疫苗的接種證明。在中国，计划前往疫区者可凭借机票或签证信息，在当地国际旅行卫生中心免费接种黄热病疫苗。